# Коломно (Чудовский район)
Коломно — деревня в Чудовском районе Новгородской области России. Входит в состав Трегубовского сельского поселения.

## География
Деревня находится в северо-западной части Новгородской области, в подзоне южной тайги, в пределах Приильменской низменности, на левом берегу реки Волхов, при автодороге 49Н-2007, на расстоянии примерно 25 километров (по прямой) к югу от Чудова, административного центра района. Абсолютная высота — 35 метров над уровнем моря.

### Климат
Климат района характеризуется как умеренно континентальный, влажный, с относительно мягкой зимой и умеренно тёплым летом. Среднегодовая многолетняя температура воздуха составляет 3,7 — 4 °С. Средняя многолетняя температура самого холодного месяца (января) составляет −8,7 °С (абсолютный минимум — −45 °C); самого тёплого месяца (июля) — 17,3 °C (абсолютный максимум — 34 °C). Вегетационный период длится 170—180 дней. Среднегодовое количество атмосферных осадков —600 мм, из которых большая часть выпадает в тёплый период. Снежный покров держится в течение 135 дней.

### Часовой пояс
Деревня Коломно, как и вся Новгородская область, находится в часовой зоне МСК (московское время). Смещение применяемого времени относительно UTC составляет +3:00.

## Население
| 2010 |
| ---- |
| 27   |

Согласно результатам переписи 2002 года, в национальной структуре населения русские составляли 85 % из 39 чел.